# أشود زوريان
أشود زوريان (1905 - 1970)، هو رسام وتربوى مصري مشهورمن أصل أرمانى.

## حياته
ولد أشود زوريان عام 1905 بمدينة جيرسون في تركيا والتي تقع إلى الشمال الشرقي من تركيا على ساحل البحر الأسود.
 عام 1915 جاءت الواقعة المؤسفة: الإبادة الجماعية بالأرمن مما أدى إلى وفاة الأب بطريقة وحشية. وباقى عائلة زوريان، مثل سائر الشعب التركى، كانت مُجبرة على ترك وطنها والمغادرة إلى الجنوب.
ولكن كان الصبي زوريان محظوظًا، حيث قام أحد الأتراك في ذلك الوقت شراءه هو وأحد أخواته، لجعلهم عبيده. عندما توفي صاحبها، اصطحبتها عائلة أخرى وقاموا بتغيير اسم أشدود إلى حسين.
بعد ذلك بوقت، استطاع شاب تركي من مدينتهم الأم جيرسون أن يتعرف عليهم. سرعان ما قام بشراءهم وإعاداتهم معه إلى مدينتهم، على أمل أن يتمكن من نوال ممتلكات الأسرة الزورية.
وهناك، عثر زوريان وأخته عن طريق الصدفة على ابن عمه الذي تزوج من ضابط عربي من بغداد. انضموا إلى هذه العائلة الصغيرة لأنهم ضمنوا أمنهم وسلامتهم.
بعد فترة قصيرة، أخذهم الضابط إلى إسطنبول. ثم انتقلوا مرة أخرى، هذه المرة إلى مدينة باتومي الساحلية الجورجية.و في أوائل عام 1921، أخذهم زوج أخته إلى إسطنبول.
في هذه المدينة الكبيرة، تم إرسال زوريان إلى دار أيتام الأرمن ييسايان. وهناك تم اكتشاف مواهب ذلك الصبى ولذلك قرروا إرساله إلى فيينا لدراسة الفن عام 1922.
في روما، شارك زوريان لأول مرة في بينالي سيركولو أرتيستيكو. ثم، في النصف الثاني من (سبتمبر 1929)، انتقل إلى الإسكندرية لينضم إلى عمه فاهان.
عام 1941، قصف النازيون القاعدة البحرية البريطانية الإسكندرية عدة مرات. مما أدى إلى أصابة وقتل المئات. ونتيجة لذلك، فر الآلاف من الأشخاص المذعوري من
المدينة، بما في ذلك زوريان وعائلة عمه الذين فروا إلى القاهرة.
ومنذ هنا، بدأت فترة حياة جديدة أكثر نجاحًا في حياته الفنية. تم توظيفه على الفور كمدرس للفنون في مدرسة كالوسديان الأرمنية الوطنية في بولاق. في عام 1952، ترك هذه الوظيفة ليتمكن من التركيز بشكل كامل على أنشطته الإبداعية، وكذلك في مدرسته الاستوديو الخاصة.
في هذه المدرسة، تعلم العديد من التلاميذ الشباب من الجنسين أساسيات الفن. تم إغلاقها في عام 1968، بسبب تدهور حالته الصحية.
توفى زوريان بعدها بعامين في عام 1970.

## عائلته
كانت عائلة زوريان عائلة صغيرة مكونة من أب يدعى أبيج وكان يعمل محامى وأم (لم يتعارف على إسمها) ولكنها كانت عازفة بيانو موهوبة حقاً; بالأضافة إلى أختين.

## دراسته
ظل يدرس في مدرسة قومية، مثل أخوتيه، إلى أن حلت الإبادة الجماعية بالأرمن عام 1915 م وهو في العاشرة من عمره.
عندما وصل زوريان إلى فيينا في (سبتمبر 1922). درس ثلاث سنوات في مدرسة الفنون في تلك مدينة (وينر كونستشول)، ثم درس ثلاث سنوات أخرى في أكاديمية الفنون الجميلة في روما، بتوجيه من البروفيسور أومبرتو كورومالدي.

## وظيفته
كان يعمل في البداية كمدرس للفنون (حتى عام 1941) في مدرسة بوغوسيان الأرمنية الوطنية. كما كان نشيطاً جداً حتى شارك في الصالون الفني السنوي بالإسكندرية.

## إنجازاته والجوائز التي حصل عليها
- في مايو 1932، حصل على الميدالية البرونزية في صالون الإسكندرية الثالث.
- في عام 1939، أقيم أخيرًا أول عرض فردي له في (Galerie Grégoire) ، خلال الفترة من 6 إلى 16 فبراير، حقق هذا المعرض نجاحًا كبيرًا ويمكن اعتباره تتويجا لحياة أشود زوريان ومسيرته الفنية في مدينة الإسكندرية.
- خلال الأربعينيات من القرن الماضي، أجرى زوريان في القاهرة ثلاثة معارض فردية.

- في فندق كونتيننتال (1942)
- في Société Orientale de publicité عام (1946)
- وفي معرض A.D.A.M. عام (1948)
- تم افتتاح عرضه الفردي الأخير الذي أقيم في المركز الثقافي الفرنسي في القاهرة، خلال الفترة من 10 إلى 28 فبراير 1969.
- بالإضافة إلى عشرة معارض فردية، شارك زوريان في العديد من المعارض الجماعية في القاهرة والإسكندرية وكذلك في الخارج. مثل مشاركته في الصالون السنوي للقاهرة والإسكندرية. في بينالي الإسكندرية (1955 و 1957)؛ في الصالون الشتوي في باريس (1952)؛ وفي العروض الأربعة الكبرى للفنانين الأرمن المصريين في القاهرة (1945، 1958، 1962)، وفي الإسكندرية (1953) وغيرهم الكثير.

## أسلوبه وحثه الفنى
من المؤكد أن زوريان كان في المقام الأول فنانًا كان يعبر عن الجمال في الطبيعة والحياة (خاصة جمال الأنثى) من خلال فنه.
كان أسلوبه يتميز بالجرأة والبساطة واستخدام الألوان «المشبعة» المشرقة، ولكن خالي من التفاصيل غير المهمة.
يمكن اعتبار اثنين من أعماله من روائع أعماله وأكثرهما شهرة. هذه هي الأعمال البانورامية الكبيرة الأفقية بعنوان «فرقة الرقص الفولكلوري الأرمني» والعمودية «ملتقطو القطن».
تم إنشاء أول هذه الأعمال في عام 1966، وتم تنفيذها بدقة ودقة مفرطة، باستخدام دهانات زيتية ملونة رشها البخاخات. التركيبة متوازنة بشكل متناظر ويتم تقديم تناسق الألوان من اللون البني والرمادي والمساحات الصغيرة من الأزرق والأحمر (يتم تطبيقها فقط على الشكل المركزي) بشكل جميل. ومع ذلك، فإن اللون «المسيطر» أبيض اللون، وهو مصبوغ بدقة باللون البني والأزرق، يغطي 75٪ من القماش. الأبعاد 180 × 450 سم.
هنا يجب أن نذكر أحد تلاميذ الفنان الأكثر موهبة، اسمه إليز بارتام (1930-2007) الذي ساعد سيده في تنفيذ هذا العمل الضخم.
التحفة الثانية هي «قطاف القطن»، الذي تم تنفيذه في عام 1968، كونه أحد آخر أعمال زوريان. إنه زيت على قماش. ابعادها 120 × 92 سم. تم تنفيذ هذا العمل الذي لا يقدر بثمن في مجموعة مظلوميان، في القاهرة، بأساليب حديثة مثل تقطير الطلاء على اللوحة الموضوعة على الأرض (لوحة الحركة). ومع ذلك، لم يكن زوريان محاصرًا أبدًا في التجريد.
وأيضاً له لوحة دينية رائعة وشديدة الأهمية بعنوان «قيامة المسيح». تم إنشاء هذا العمل في عام 1944 خصيصًا للكنيسة الأرمينية الأرثوذكسية في القاهرة.
بعد فاة زوريان 1970, تم إحضار 58 لوحة من أعماله إلى معرض الصور الوطني بأرمينيا من قبل Edmond Y. وبالتالي، يوجد الآن 158 عملًا لزوريان في المعرض الوطني الأرميني. وهناك الكثير في الشرق الأوسط وأمريكا. ولدى زوريان نفسه 20-25 لوحة في منزله في ميشيغان.

## تلاميذه
تتلمذ على يد أشود زوريان العديد من التلاميذ الجديرين الذين اصبحوا فنانين عظماء فيما بعد. ويمككنا ان نذكر بعض منهم مثل:
1. هارميج بلاريان (ابنة عمه)
2. نورا إيبيكيان
3. إليز بارتان
4. جوزيف إيجويان
5. شوشان ديوليتيان إيجويان
6. روز بابازيان
7. شانت أفيديسيان
8. فاهي فارجابيديان
9. ليلى عزت
10. ميرفت رفعت

والجدير بالذكر أن الملكة المصرية فريدة درست في هذه المدرسة الخاصة لزوريان، في أوائل الخمسينيات، بعد طلاقها من قبل الملك فاروق (آخر ملوك مصر)وذلك في أواخر عام 1948.